# سمنان
سِمنان، یکی از شهرهای ایران، مرکز شهرستان سمنان و استان سمنان است. این شهر، در جنوب رشته‌کوه البرز و شمال دشت کویر، در فاصله ۲۱۶ کیلومتری تهران و در راه تهران به خراسان، در مسیر جاده ۴۴ قرار گرفته است.
این شهر، از شرق با شهرستان دامغان، از شمال با شهرستان مهدی‌شهر و از غرب با شهرستان سرخه همسایه است. در طول جغرافیایی ۵۳ درجه و ۲۳ دقیقه و عرض جغرافیایی ۳۵ درجه و ۳۴ دقیقه، واقع شده و ارتفاع متوسط آن از سطح دریا، ۱۱۳۰ متر است. همچنین، فاصله آن تا تهران، ۲۱۶ کیلومتر است و به خط راه‌آهن تهران–مشهد، متصل می‌شود و دارای فرودگاه است. سمنان، پرجمعیت‌ترین شهر استان است. آب و هوای شهر سمنان، گرم و خشک است. سمنان یکی از گزینه‌های انتقال پایتخت سیاسی کشور در سال ۱۳۹۲ بود.

## تاریخچه
سمنان، در دوران باستان، بخشی از چهاردهمین ایالت تاریخی ورن (ورنه)، از تقسیم‌بندی شانزده‌گانه اوستایی بود. بنای اولیه شهر سمنان را به تهمورث دیوبند از پادشاهان پیشدادی نسبت می‌دهند. پس از حمله اسکندر-که منجر به سقوط امپراتوری هخامنشی و ایجاد امپراتوری سلوکی در ایران شد، منطقه‌ای که سمنان را رهبری می‌کرد، به عنوان کومش، شناخته شد.

## مردم
گویش محلی مردم سمنان، گویش سمنانی است که میان شمار کمی از مردم به ویژه افراد کهن‌سال و قدیمی رواج دارد. زبان سمنانی به علت ویژگی ویژه خود مورد توجه دانشمندان و ایران شناسان بسیار قرار گرفته است. این زبان از زبان‌های ایرانی شاخه شمال باختری است. ایران‌شناسان بسیاری چون پروفسور کریستن سن، هوتوم سیندلر، ویلهلم لیکر، جرج مورگن و استایرن پژوهشهای جامعی دربارهٔ زبان سمنانی انجام داده‌اند. همچنین نزدیک‌ترین زبان به زبان راجی، سمنانی است. گفتنی است اگرچه زبان سمنانی هنوز هم توسط مردم سمنان به کار می‌رود، ولی نسل جدید سمنانی‌ها با وجود فهمیدن آن به این زبان باستانی کمتر سخن می‌گویند.

## نام‌گذاری
بارتولد، بر این باور بود که سمنان، همان سرزمینی است که ایزیدور خاراکسی به نام «قومیسینه» از آن، یاد کرده است.

## آب و هوا
آب و هوای این شهر در تابستان، گرم و در زمستان، سرد و به‌طور کلی، گرم و خشک است. بارندگی‌های این شهر، اکثراً در فصول سرد سال، صورت می‌گیرد و میزان متوسط بارندگی سالانه آن، ۱۴۰ میلی‌متر می‌باشد. متوسط درجه حرارت سالانه ۱۷٫۰۱ درجه سانتیگراد است و این، در حالی است که حداکثر، مطلق حرارت ۴۳٫۵ درجه سانتیگراد و حداقل مطلق ۸٫۴- درجه سانتیگراد، گزارش شده است. همچنین، متوسط تعداد روزهای یخبندان در طول سال در حدود ۴۸ روز است. بادهای کویری و غربی نیز، در آب و هوای سمنان، تأثیر دارند.

## عوارض طبیعی
در جنوب سمنان، مناطقی چون دشت کویر، ریگ جن، تپه دلازیان، و تپه‌های میرک دلازیان از مهم‌ترین ویژگی‌های جغرافیایی به‌شمار می‌روند. رودخانه فصلی گل رودبار در شمال غرب این شهر و با سرچشمه گرفتن از رشته کوه‌های البرز و گذر از شهر درجزین به دشت کویر می‌ریزد.
رود گل رودبار از سه کیلومتری باختر مهدی‌شهر سرچشمه گرفته و شاخابه رودهای ده‌صوفیان و شهمیرزاد و کاریزهای روستای درجزین به این رود می‌پیوندند. رود گل رود در شمال سمنان در جایی به نام «آب پخش کن» به ۵ شاخه بخش می‌شود.

## جمعیت
بر پایه سرشماری عمومی نفوس و مسکن در سال ۱۳۹۵ جمعیت این شهر ۱۸۵٬۱۲۹ نفر (در ۴۹٬۱۲۴ خانوار) بوده است.

## محله‌های قدیم
شهر سمنان ۷ محله عمومی و معروف قدیمی دارد به نام‌های:
- محله اسفنجان (اِسفَنجان، اِسپَنژان) واقع در جنوب غربی شهر سمنان - محله‌های خصوصی: پهنه، کوچه کلبی‌ها، چوب مسجد، چهارسوق، پای چنار و …
- محله لتیبار (لَتیبار) واقع در شمال شرقی شهر سمنان - محله‌های خصوصی: سی سر، دروازه خراسان، پیر نجم الدین و چاپارخانه
- محله شاهجو (شاهجوق) واقع در جنوب شرقی شهر سمنان - به این محله و لتیبار، جنبدان می‌گویند.
- محله ناسار واقع در مرکز و شمال غربی شهر سمنان - محله‌های خصوصی: عباسیه، کندزه (کهن دژ)، نوابیه، کوچه زنگوله، باغشاه و …
- محله زاوغان واقع در ۴ کیلومتری مغرب سمنان در محلات ثلاث
- محله کوشمغان (کوشک مغان) واقع در ۴ کیلومتری مغرب سمنان در محلات ثلاث
- محله کدیور (کُدیور) واقع در ۴ کیلومتری مغرب سمنان در محلات ثلاث

کوشمغان خود شامل محله‌ای به نام عمرانکو (عُمرانکو) است و کدیور شامل محله‌ای به نام ملحی (مِلحی) است.

## گردشگری
استان سمنان با بیش از ۷۲۹ گونه جاذبه طبیعی، تاریخی- فرهنگی و انسان‌ساخت، یکی از استان‌های دارای ظرفیت گردشگری در کشور محسوب می‌شود. از مجموع جاذبه‌های موجود در استان، ۸۶/۳۰٪ در شهرستان سمنان، سرخه و مهدی‌شهر و بقیه در سایر شهرستان‌ها توزیع شده‌اند. از سال ۱۳۸۹ به بعد شهرهای سرخه و مهدی‌شهر از شهرستان سمنان جدا شده‌اند، اما در بسیاری از آمارها هنوز با هم آورده می‌شوند. همچنین شهرهای گرمسار و آرادان و نیز شاهرود و میامی، به همین صورت است.

### جاذبه‌های تاریخی و باستانی

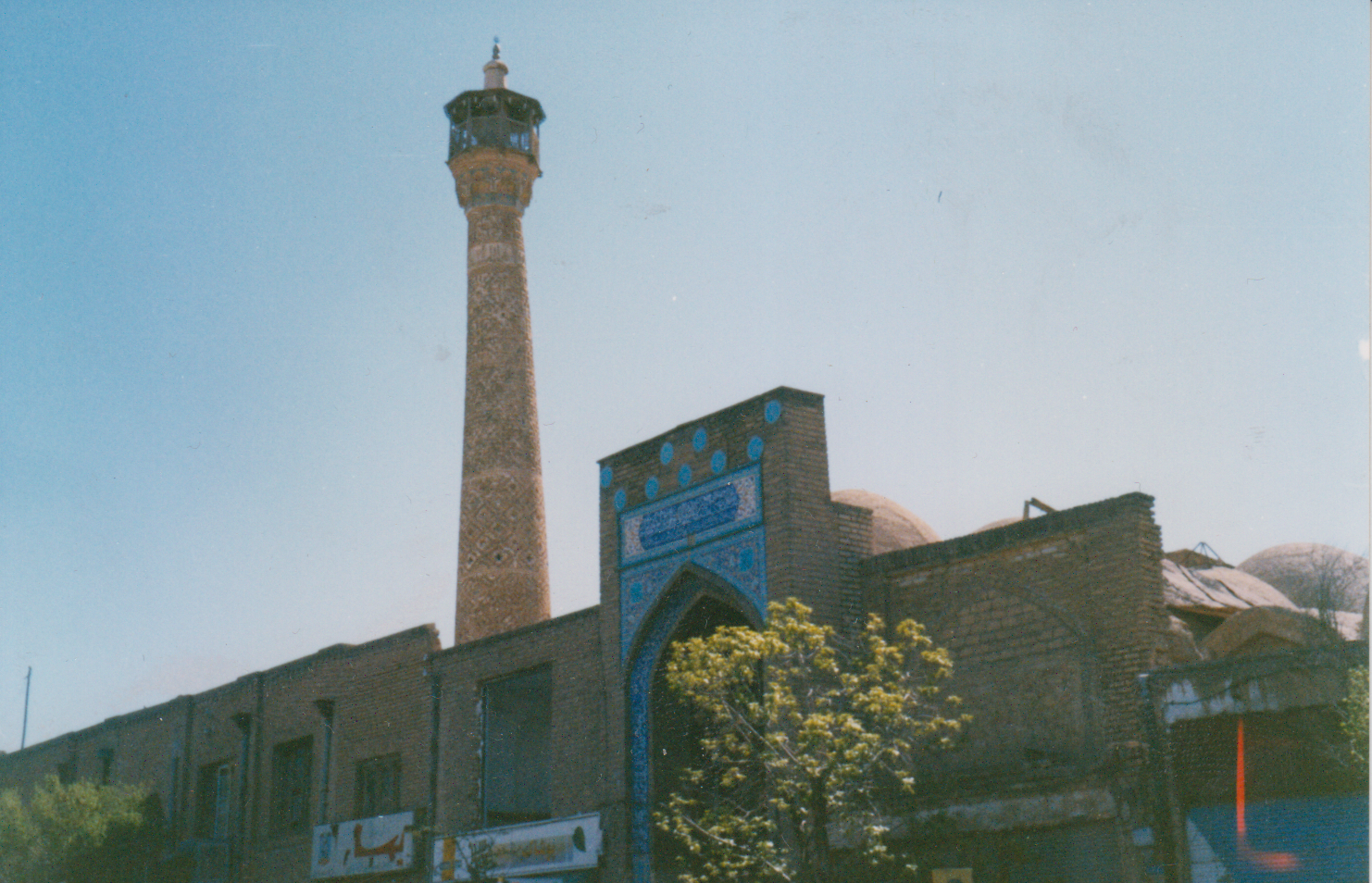
مسجد جامع سمنان

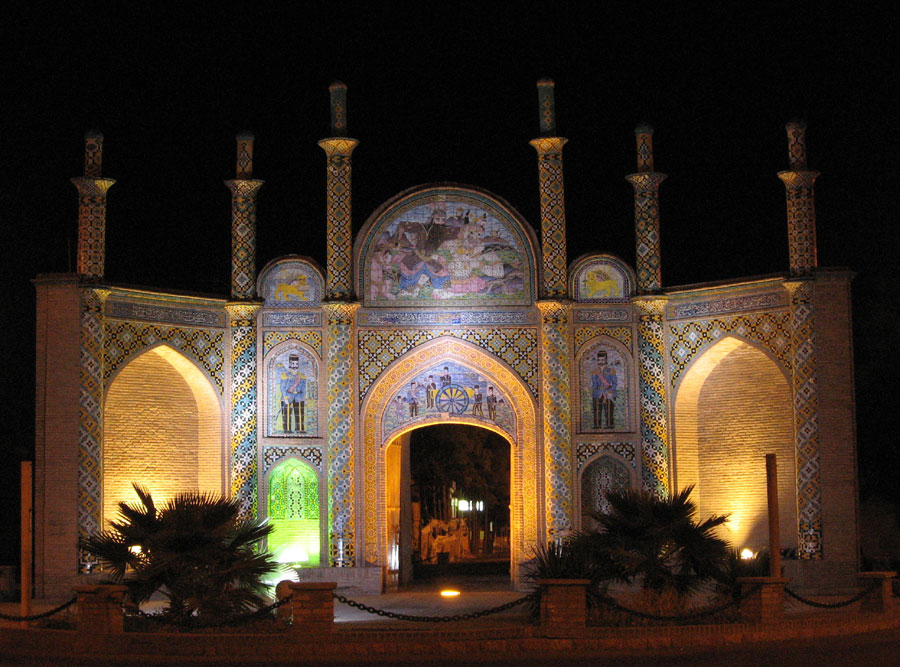
نمایی از ارگ سمنان در شب

مهم‌ترین آثار تاریخی سمنان عبارتند از:
- مسجد جامع سمنان
- مناره مسجد جامع سمنان
- مسجد امام سمنان (مسجد شاه یا سلطانی)
- مسجد جامع زاوقان سمنان
- گرمابه پهنه
- دروازه ارگ سمنان
- خانه سمنانی‌ها
- خانه تدیّن
- خانه کلانتر
- کارخانه نساجی پارس (ساختمان کنونی شورای شهر)
- آب‌انبار کارخانه نساجی پارس
- برج چهل‌دختران
- کاروانسرای سنگی آهوان
- کاروانسرای نصف جهان
- کاروانسرای شاه سلیمانی آهوان
- کاروانسراهای شاه عباسی
- مقبره درویش محمود
- گورستان سنادره
- قلعه‌های سارو
- بازار سمنان
- بازار شیخ علاءالدوله[۱۸]

### موزه‌ها
- موزه گرمابه پهنه سمنان
- عمارت و باغ امیر سمنان
- پارک موزه دفاع مقدس سمنان
- موزه هنرهای معاصر شرق کشور
- موزه حیات وحش سمنان
- موزه سکه سمنان

### جاذبه‌های مذهبی
- قدمگاه عباس بن علی (تکیه عباسیّه)
- بقعه پیغمبران (سام پسر نوح و لام النبی از نوادگان نوح)
- امامزاده یحیی بن موسی کاظم (برادر علی بن موسی الرضا)
- امامزاده علی بن جعفر (سمنان)
- مصلی بزرگ سمنان (محل برگزاری نماز جمعه)

## رسانه‌ها

### صدا و سیمای استانی مرکز سمنان
صدا و سیمای مرکز استان سمنان فعالیت خود را ابتدا با نصب دو فرستنده رادیویی به قدرت ۱۰ کیلووات (سمنان) و یک کیلووات (دامغان) در سال ۱۳۵۵ برای رله برنامه‌های شبکه سراسری آغاز نمود که به تدریج بر دامنه و بعد این فعالیت افزوده شد. اولین قدم برای توسعه مرکز در سال ۱۳۶۰ و با تشکیل دفتر خبری در شهر سمنان برداشته شد که وظیفه کسب و انعکاس اخبار استان را به عهده داشت.  درحال حاضر تمامی نقاط استان تحت پوشش شبکه‌های سراسری رادیویی و شبکه استانی صدا و شبکه اول، دوم، سوم، چهارم سیما، شبکه خبر و همچنین شبکه استانی سیما می‌باشد.

### نشریه‌ها و مطبوعات
- روزنامه پیام استان سمنان
- هفته‌نامه سمنان امروز
- ماهنامه چنته
- هفته‌نامه کومه شه
- هفته‌نامه هم نظر
- هفته‌نامه جوانه امروز
- ماهنامه ظفر
- ماهنامه چفیه

## دانشگاه‌ها
- دانشگاه سمنان[۲۰]
- دانشگاه صنعتی سمنان
- پردیس بین‌الملل دانشگاه سمنان
- دانشگاه فرزانگان سمنان
- علوم پزشکی سمنان[۲۱]
- دانشگاه امام حسین پردیس سمنان
- دانشگاه شهید عباسپور پردیس سمنان
- دانشگاه پیام نور استان سمنان[۲۲]
- دانشگاه پیام نور مرکز سمنان[۲۳]
- دانشگاه آزاد اسلامی واحد سمنان
- دانشگاه آزاد اسلامی واحد علوم و تحقیقات سمنان
- آموزشکده سما واحد سمنان
- دانشگاه فرهنگیان پردیس شهید رجایی سمنان
- دانشگاه فرهنگیان پردیس الزهرا سمنان
- دانشکده فنی و حرفه‌ای پسران سمنان[۲۴]
- دانشکده فنی و حرفه‌ای دختران نرجس سمنان
- مرکز آموزش علمی کاربردی فرهنگ و هنر پویان- دانشگاه هنر پویان[۲۵]
- مرکز آموزش علمی کاربردی جهاددانشگاهی سمنان[۲۶]
- مرکز آموزش علمی کاربردی جهاد کشاورزی سمنان[۲۶]
- مرکز آموزش علمی کاربردی شهرداری سمنان[۲۶]
- مرکز آموزش علمی کاربردی فنی و حرفه‌ای سمنان[۲۶]
- مرکز آموزش علمی کاربردی هلال احمر استان سمنان[۲۶]
- مرکز آموزش علمی کاربردی پالنده‌صاف سمنان[۲۶]
- مرکز آموزش علمی کاربردی شرکت تولیدی شیمیایی کلران[۲۶]
- مرکز آموزش علمی کاربردی فرماندهی انتظامی استان سمنان[۲۶]
- مرکز آموزش علمی کاربردی قوه قضاییه استان سمنان[۲۶]
- مؤسسه غیرانتفاعی فضیلت
- مؤسسه غیرانتفاعی کومش
- مؤسسه غیرانتفاعی رشد دانش

## بیمارستان‌ها
- شفا وابسته به تأمین اجتماعی[۲۷]
- مرکز آموزشی پژوهشی درمانی کوثر[۲۸]
- مرکز آموزشی درمانی امیرالمؤمنین[۲۹]
- بیمارستان سینا (خصوصی)
- بیمارستان خاتم الانبیا

## معادن
در اطراف شهر سمنان معادن گچ، نمک، زئولیت، بنتونیت، سلستین و غیره وجود دارند. از موارد مهم منابع زیرزمینی شهر سمنان به چاه نفت خوریان دلازیان در جنوب این شهر می‌توان اشاره نمود.
مواد معدنی موجود در این معادن عبارتند از: سنگ گچ، نمک، سنگ آهن، سنگ لاشه، سنگ آهک، سنگ تزئینی، سنگ چینی، زغال سنگ، سولفات سدیم، میکا، بنتونیت، زئولیت، کائولن، بوکیست، خاک صنعتی، سیلیس، دولومیت، فلدسپات، فیروزه، سلستین، سرب، مرمریت، تراورتن، فلورین و منگنز و….

## راه و ترابری
شهر سمنان در ۲۱۶ کیلومتری تهران و در مسیر جاده ۴۴ قرار گرفته و فاصله زمینی آن با آب‌های آزاد خلیج فارس و
دریاچه مازندران (خزر) به ترتیب ۱۶۰۰ و ۴۰۰ کیلومتر می‌باشد. این شهر دارای ۲ فرودگاه است که یکی از آن‌ها نظامی و دیگری تجاری و فعال است، همچنین به راه‌آهن سراسری تهران_مشهد، متصل می‌باشد.

### جاده‌های شهر سمنان
| ردیف | جاده      | شهرستان مقصد       | مسیر                                            |
| ---- | --------- | ------------------ | ----------------------------------------------- |
| ۱    | ۳۶۳       | ساری               | درجزین، مهدی‌شهر، شهمیرزاد، فولادمحله، کیاسر     |
| ۲    | ۴۴ (شرق)  | مشهد               | دامغان، شاهرود، میامی، سبزوار، نیشابور          |
| ۳    | ۳۶ (جنوب) | پایگاه هوایی سمنان | علاء                                            |
| ۴    | ۴۴ (غرب)  | تهران              | سرخه، آرادان، گرمسار، ایوانکی، شریف‌آباد، پاکدشت |
| ۵    | ۳۶ (شمال) | فیروزکوه           | مؤمن آباد، افتر                                 |

## پایگاه فضایی
سمنان از آغاز دهه ۱۳۹۰ هجری خورشیدی تاکنون مرکز فضایی ایران بوده است. سازمان صنایع هوافضا در ۴۵ کیلومتری جنوب خاوری (شرقی) سمنان دارای پایگاه هوایی و در ۸۰ کیلومتری جنوب خاوری (شرقی) این شهر دارای پایگاه فضایی است، که پرتاب ماهواره سفیر امید و دیگر ماهواره‌ها و موشک‌های دوربرد از این پایگاه و مرکز انجام می‌گیرد. از سال ۱۳۸۷ هجری خورشیدی جاده نظامی راه مواصلاتی سمنان به پایگاه‌های هوا، فضا به بلوار سفیر امید تغییر نام یافت. همچنین پایگاه فضایی سمنان از پانزده خرداد ۱۳۹۱ به نام پایگاه فضایی امام خمینی نیز نامیده می‌شود.

## اعضای شورای شهر
- مهدی خراسانیان
- مجید نظری
- رضا صباغیان
- محمد جواد حافظی
- حسین گل‌هاشم
- عباسعلی طالب بیدختی
- منصور صبیری

## افراد سرشناس
- علاءالدوله سمنانی
- مصطفی کواکبیان
- جواد عامری
- نعمت‌الله نصیری
- عبدالرفیع حقیقت
- شاپور قریب
- سعید چنگیزیان
- غلامرضا اعوانی
- شهین اعوانی
- مریم عمید
- رفعت سمنانی
- نصرت‌الله نوح
- فریدون عموزاده خلیلی
- حسن شاطری
- مرتضی مطیعی
- سید رضا اکرمی
- میثم مطیعی
- فرهاد رهبر
- سید رحمت‌الله اکرمی
- سید ابوالفضل قاضی
- حمید قدس
- سید طاهر طاهری
- سید اشرف جهانگیر سمنانی
- سید اسداله شریعت پناهی
- محمدعلی بنی‌اسدی
- محمد احمدپناهی سمنانی
- اسماعیل همتی
- محمد فرنود
- سید احمد خاتمی

## هنر

### صنایع دستی
صنایع دستی این شهر عبارت‌اند از:
- سفال و سرامیک
- دستباف‌ها
- پلاس و کرباس
- پارچه‌های پشمی
- چادرشب‌های ابریشمی و پشمی
- نمدمالی
- گلیم بافی
- قالی بافی
- زیور آلات سنتی
- خوشنویسی
- منبت‌کاری[۳۲]